# OpenML
Open Multimedia Library (OpenML) ist ein plattformunabhängiger Standard für Multimediaanwendungen der Khronos Group. OpenML soll eine Alternative zu Microsofts DirectX Media werden.
Die offene Programmierschnittstelle soll gängige 2D- und 3D-Formate auf unterschiedlichen Betriebssystemen zusammenbringen. Dabei sollen OpenGL-Funktionen mit integriert werden.
Seit 2000 arbeiten Unternehmen an diesem neuen Format, darunter Nvidia, ATI, 3DLabs, Intel, IBM, SGI und S3 Inc.